# Magnus Cormack

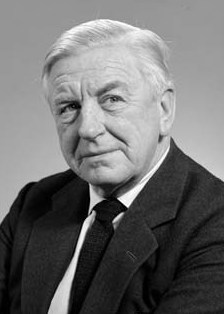
Magnus Cormack (1964)

Hon. Sir Magnus Cameron Cormack, KBE (* 12. Februar 1906 in Wick, Caithness, Schottland; † 26. November 1994 in Melbourne) war ein australischer Politiker der Liberal Party of Australia, der unter anderem von 1951 bis 1953 und erneut von 1961 bis 1978 Bundessenator für Victoria sowie zwischen 1971 und 1974 Präsident des australischen Senats war.

## Leben
Magnus Cameron Cormack, Sohn von William Petrie Cormack und Violet McDonald Cameron, war Landwirt und Viehzüchter sowie zwischen 1926 und 1931 als Produktionsleiter tätig. Daneben leistete er als Leutnant von 1924 bis 1929 Militärdienst im 18th Light Horse Regiment, den sogenannten „Adelaide Lancers“. Nach Beginn des Zweiten Weltkrieges wurde er 1940 in den aktiven Militärdienst berufen und diente zunächst im 2/3 Light A. A. Regiment der Second Australian Imperial Force (2nd AIF), ehe er 1941 in den Stab des Südkommandos versetzt wurde. Er versah zwischen Mai 1943 und Mai 1944 Dienst im Hauptquartier Neuguinea, wo er für seine Verdienste im Kriegsbericht erwähnt wurde (Mentioned in dispatches), und wurde 1944 noch zum Dienst im Hauptquartier der alliierten Landstreitkräfte abgeordnet. Am 17. November 1944 wurde er im Rang eines Majors in die Reserve versetzt.
Cormack, der 1947 Mitglied des Politischen Ausschusses der Liberalen Partei (Liberal Party of Australia) wurde und zwischen 1948 und 1949 Vorsitzender der Liberalen Partei im Bundesstaat Victoria war, wurde am 28. April 1951 als Nachfolger von Fred Katz von der Australian Labor Party (ALP) erstmals Bundessenator für Victoria und gehörte diesem bis zu seiner Niederlage am 30. Juni 1953 an, woraufhin Pat Kennelly von ALP neuer Bundessenator wurde. Als Nachfolger von Frank McManus von der Democratic Labor Party (DLP) wurde er am 1. Juli 1962 für Victoria abermals Mitglied des Bundessenats. Er gehörte diesem nach seinen 1967, 1974 und 1975 bis zum 30. Juni 1978 an und wurde daraufhin von seinem Parteifreund David Hamer abgelöst. Während seiner Parlamentszugehörigkeit war er unter anderem vom 22. Oktober 1964 bis 9. September 1971 Mitglied des Rates des Australian Institute of Aboriginal Studies (AIAS), zwischen dem 19. Mai 1967 und dem 29. September 1969 erstmals Vorsitzender des Gemeinsamen Ständigen Ausschusses für Auswärtige Angelegenheiten sowie vom 15. August 1967 bis zum 11. Juni 1968 Vorsitzender des Sonderausschusses des Senats für Containerumschlag. Des Weiteren fungierte er zwischen 12. April 1967 und dem 17. August 1971 als kommissarischer Vorsitzender der Ausschüsse sowie vom 21. April 1970 bis zum 17. August 1971 als Vorsitzender des Sonderausschusses des Senats für Wertpapiere und Börsen. Für seine Verdienste wurde er am 1. Januar 1970 als Knight Commander des Order of the British Empire (KBE) geadelt, so dass er fortan das Prädikat „Sir“ führte.
Als Nachfolger von Alister McMullin übernahm Sir Magnus Cormack am 17. August 1971 das Amt als Präsident des australischen Senats und bekleidete dieses bis zum 11. April 1974, woraufhin Justin O’Byrne am 9. Juli 1974 neuer Senatspräsident wurde. Zugleich war er vom 17. August 1971 bis zum 11. April 1974 kraft Amtes Vorsitzender der Ständigen Senatsausschüsse für Geschäftsordnung und für die Parlamentsbibliothek sowie weiterhin zwischen dem 17. August 1971 und dem 2. November 1972 Vorsitzender des Gemeinsamen Sonderausschusses für das Parlamentsgebäude (Parliament House). Ferner war er zwischen dem 19. August 1971 und dem 19. August 1974 Mitglied des Rates der National Library of Australia (NLA), der Nationalbibliothek von Australien. Er fungierte zwischen dem 25. September 1974 und dem 11. November 1975 erst als stellvertretender Vorsitzender sowie später vom 25. März 1976 bis zum 26. Mai 1976 als Vorsitzender des Gemeinsamen Sonderausschusses für das Ausschusssystem des Parlaments und war zudem zwischen dem 25. März 1976 und dem 30. Juni 1978 Vorsitzender des Gemeinsamen Ständigen Ausschusses für Auswärtige Angelegenheiten und Verteidigung.
Aus seiner 1935 geschlossenen Ehe mit Mary Gordon Macmeiken gingen ein Sohn und drei Töchter hervor.